# 괴물 공작의 딸
《괴물 공작의 딸》은 네이버 웹툰에 연재되는 웹툰이다.

## 등장인물

### 프로디움 일가

#### 로틸루시아
괴물공작이라 불리는 데미안의 딸. 얼음마녀와 마족의 혼혈, 데미안이 끔찍이 아끼고 베로니카와 비한을 진정한 가족으로 받아드린 착한아이이다. 현재 4살. 프로디움의 공녀.애칭은 로티이다.

#### 데미안
로틸루시아의 아버지. 로틸루시아를 따님이라 부르고 로티를 끔찍이 아낀다. 취향은 백발과 청안.
이유는 데미안이 사랑하던 겨울숲에 사는 로틸루시아의 어머니인 
얼음 마녀의 생김새가 백발과 청안이기 때문이라고 한다.

#### 비한
로틸루시아의 오빠, 데미안이 입양한 양아들.본가에서 데미안에게 선택받아 공작저로 왔다. 로틸루시아를 소중히 여긴다.

#### 베로니카
로틸루시아의 대모.마족이며 전투 실력이 좋고 로틸루시아를 소중히 여긴다. 아우토르 아우디티스의 딸이다.

### 그외

#### 아우토르 아우디티스
마계의 공작. 데미안과 사이가 좋지 않다.